# AFC Challenge League
A AFC Challenge League, anteriormente conhecida como AFC President's Cup (Copa do Presidente da AFC em Língua portuguesa), é uma competição continental anual de futebol interclubes organizada pela Confederação Asiática de Futebol (AFC).
Foi originalmente disputada entre clubes de países que não recebiam vagas de qualificação direta para a Liga dos Campeões da AFC e para a Copa da AFC, com base no ranking da federação.

## Histórico
Disputada a partir de 2005 como Copa do Presidente da AFC, a competição funciona como um terceiro nível continental, para federações nacionais emergentes. O torneio foi disputado até 2014, tendo times da Federação de Futebol da Ásia Central como os maiores campeões.
Em maio de 2024, a AFC anunciou o retorno da competição, agora como AFC Challenge League, sendo a nova edição disputada entre 2024-25.

## Campeões
| Copa dos Presidentes da AFC (2005–2014) | Copa dos Presidentes da AFC (2005–2014) | Copa dos Presidentes da AFC (2005–2014) | Copa dos Presidentes da AFC (2005–2014) | Copa dos Presidentes da AFC (2005–2014) | Copa dos Presidentes da AFC (2005–2014) | Copa dos Presidentes da AFC (2005–2014) |
| Ano                                     | Sede                                    | Final                                   | Final                                   | Final                                   | Semifinalistas                          | Semifinalistas                          |
| Ano                                     | Sede                                    | Campeão                                 | Placar                                  | Vice                                    | Semifinalistas                          | Semifinalistas                          |
| --------------------------------------- | --------------------------------------- | --------------------------------------- | --------------------------------------- | --------------------------------------- | --------------------------------------- | --------------------------------------- |
| 2005 Detalhes                           | Nepal                                   | Regar-TadAZ                             | 3 – 0                                   | Dordoi Bishkek                          | Blue Star                               | Three Star Club                         |
| 2006 Detalhes                           | Malásia                                 | Dordoi Bishkek                          | 1 – 1 (2 – 1 pro)                       | Vakhsh Qurghonteppa                     | Khemara Keila                           | Tatung                                  |
| 2007 Detalhes                           | Paquistão                               | Dordoi Bishkek                          | 2 – 1                                   | Mahendra Police                         | Ratnam                                  | Regar-TadAZ                             |
| 2008 Detalhes                           | Quirguistão                             | Regar-TadAZ                             | 1 – 1 (0 – 0 pro, 4 – 3 pen)            | Dordoi Bishkek                          | FC Asgabat                              | Mahendra Police                         |
| 2009 Detalhes                           | Tajiquistão                             | Regar-TadAZ                             | 2 – 0                                   | Dordoi Bishkek                          | FC Asgabat                              | WAPDA                                   |
| 2010 Detalhes                           | Myanmar                                 | Yadanarbon                              | 0 – 0 (1 – 0 pro)                       | Dordoi Bishkek                          | HTTU Asgabat                            | Vakhsh Qurghonteppa                     |
| 2011 Detalhes                           | Taipé Chinês                            | Taiwan Power Company                    | 3 – 2                                   | Phnom Penh Crown                        | Balkan                                  | Neftchi Kochkor-Ata                     |
| 2012 Detalhes                           | Tajiquistão                             | Istiqlol                                | 2 – 1                                   | Markaz Shabab Al-Am'ari                 | Taiwan Power Company                    | Dordoi Bishkek                          |
| 2013 Detalhes                           | Malásia                                 | Balkan                                  | 1 – 0                                   | KRL                                     | Erchim                                  | Hilal Al-Quds                           |
| 2014 Detalhes                           | Sri Lanka                               | HTTU Asgabat                            | 2 – 1                                   | Rimyongsu                               | Manang Marshyangdi Club                 | Sheikh Russel                           |
| AFC Challenge League (2024–presente)    |                                         |                                         |                                         |                                         |                                         |                                         |
| 2024–25 Detalhes                        | Camboja                                 | FK Arkadag                              | 2 – 1                                   | Svay Rieng                              | Al-Arabi                                | Madura United                           |

## Performance por países
| # | País            | Títulos | Vices |
| - | --------------- | ------- | ----- |
| 1 | Tajiquistão     | 4       | 1     |
| 2 | Turquemenistão  | 3       | 0     |
| 3 | Quirguistão     | 2       | 4     |
| 4 | Myanmar         | 1       | 0     |
| 4 | Taiwan          | 1       | 0     |
| 5 | Camboja         | 0       | 2     |
| 6 | Palestina       | 0       | 1     |
| 6 | Nepal           | 0       | 1     |
| 6 | Coreia do Norte | 0       | 1     |

## Performance por equipes
| Equipe                  | Titulos              | Vices                      |
| ----------------------- | -------------------- | -------------------------- |
| Regar-TadAZ             | 3 (2005, 2008, 2009) | 0                          |
| Dordoi Bishkek          | 2 (2006, 2007)       | 4 (2005, 2008, 2009, 2010) |
| Yadanarbon              | 1 (2010)             | 0                          |
| Taiwan Power Company    | 1 (2011)             | 0                          |
| Istiqlol                | 1 (2012)             | 0                          |
| Balkan                  | 1 (2013)             | 0                          |
| HTTU Asgabat            | 1 (2014)             | 0                          |
| Arkadag                 | 1 (2024–25)          | 0                          |
| Markaz Shabab Al-Am'ari | 0                    | 1 (2012)                   |
| Vakhsh Qurghonteppa     | 0                    | 1 (2006)                   |
| Mahendra Police         | 0                    | 1 (2007)                   |
| Phnom Penh Crown        | 0                    | 1 (2011)                   |
| KRL                     | 0                    | 1 (2013)                   |
| Rimyongsu               | 0                    | 1 (2014)                   |
| Svay Rieng              | 0                    | 1 (2024–25)                |